# Rytigynia dewevrei
Rytigynia dewevrei là một loài thực vật có hoa trong họ Thiến thảo. Loài này được (De Wild. & T.Durand) Robyns miêu tả khoa học đầu tiên năm 1928.